# Grimpa-soques de Tschudi
El grimpa-soques de Tschudi (Xiphorhynchus chunchotambo) és una espècie d'ocell de la família dels furnàrids (Furnariidae).

## Hàbitat i distribució
Habita la selva humida de les terres baixes des del sud-est de Colòmbia fins Bolívia meridional.